# Vangeli apocrifi
I vangeli apocrifi sono un eterogeneo gruppo di testi a carattere religioso che si riferiscono alla figura di Gesù Cristo che nel tempo sono stati esclusi dal canone della Bibbia cristiana.
Fanno parte della "letteratura apocrifa", un fenomeno religioso e letterario rilevante del periodo patristico. Sovente dotati dell'attribuzione pseudoepigrafa di qualche apostolo o discepolo, furono esclusi dalla pubblica lettura liturgica in quanto in contraddizione con l'ortodossia cristiana. Il termine "apocrifo" ("da nascondere", "riservato a pochi") è stato coniato dalle prime comunità cristiane.

## Definizione di "apocrifi"
Dopo la fine della prima generazione cristiana, le successive sentirono il bisogno di assumere ulteriori informazioni sulle vicende di Gesù, e questo fu uno dei motivi che diede impulso alla nuova forma letteraria sviluppatasi intorno ai testi biblici che oggi costituiscono il Nuovo Testamento. Tra le finalità di questa produzione si possono individuare un obiettivo storico, uno apologetico-dottrinale, uno devozionale-liturgico, ma anche l'obiettivo di "diffondere dottrine nuove, spesso in contrasto con quelle ufficiali della Chiesa, impugnando gli scritti dell'antica letteratura cristiana".
Bergier, nel suo Dizionario di Teologia, parlando del significato di apocrifo, scrive: “I cristiani applicarono alla voce apocrifo una significazione diversa da quella dei Gentili e degli Ebrei, usandola per indicare qualunque libro dubbio, d'autore incerto, sulla cui fede non si può far fondamento”.
Il Codex apocryphus Novi Testamenti di J.-C. Thilo (Cfr. vol. I, Leipzig 1832) riorganizza la materia nell'ambito dei generi letterari del Nuovo Testamento: vangeli, atti, lettere e apocalissi. La rigorosa delimitazione alla struttura del Nuovo Testamento e l'individuazione di una forma testuale ben definita per ciascuna opera, si precisò nelle due prime edizioni della raccolta Neutestamentliche Apokryphen diretta da E. Hennecke (1904 e 1924) e nella terza pubblicata a cura di Wilhelm Schneemelcher. Quest'ultimo definiva gli apocrifi come "scritti non accolti nel canone, ma che, mediante il titolo o altri enunciati, avanzano la pretesa di possedere un valore equivalente agli scritti dei canone, e che dal punto di vista della storia delle forme prolungano e sviluppano i generi creati e accolti nel Nuovo Testamento, non senza peraltro la penetrazione anche di elementi estranei". Questa definizione - ripresa nelle raccolte italiane di Luigi Moraldi e Mario Erbetta - è stata criticata da Eric Junod per lo stretto legame da essa istituito tra apocrifi e canone, che limita tra l'altro eccessivamente l'arco cronologico di produzione degli apocrifi (secc. I-III); Junod propone anche di sostituire alla designazione "apocrifi del Nuovo Testamento" quella di "apocrifi cristiani antichi". Nella quinta edizione della raccolta Wilhelm Schneemelcher recepisce solo in parte le istanze di Junod, e difende la designazione "apocrifi del Nuovo Testamento", proponendo una definizione più flessibile e più ampia, nuovamente criticata da Junod nel 1992.
La posizione di Junod è quella adottata dalla Association pour l'étude de la littérature apocryphe chrétienne, costituitasi per produrre nuove edizioni critiche degli apocrifi cristiani antichi. Nella stessa Associazione esistono proposte più radicali come quella di Willy Rordorf, che suggerisce di sostituire "apocrifi" con "letteratura cristiana extra-biblica anonima o pseudepigrafa".

## Organizzazione degli apocrifi

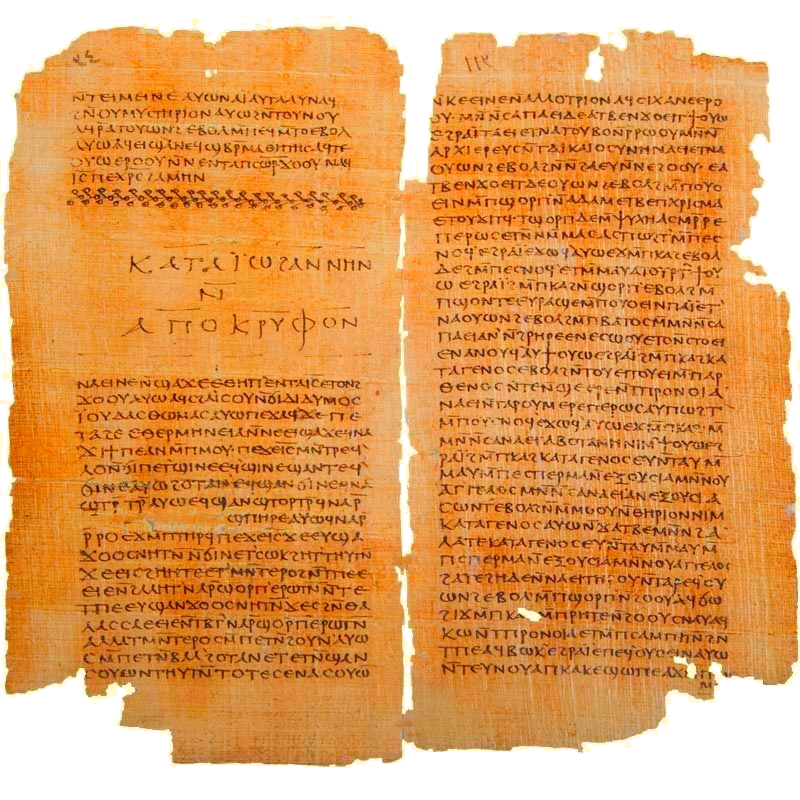
Il Vangelo apocrifo di Giovanni e di Tommaso, da un papiro di Nag Hammadi

La letteratura apocrifa ha esercitato un notevole influsso "nel campo letterario, artistico, devozionale e liturgico", ed è maturata in riferimento ad alcuni particolari nuclei: l'infanzia di Gesù, la figura di Maria, la passione di Gesù, il periodo successivo alla risurrezione di Gesù. Il termine “apocrifi” tende a riguardare un insieme eterogeneo di scritti, attribuendo spesso "una unità fittizia" a testi molto differenti "per età, provenienza, genere letterario e finalità". Si possono individuare una serie di categorie convenzionali nel vasto panorama apocrifo, che generalmente vengono ricondotte ai Racconti (o vangeli) dell'infanzia, ai vangeli apocrifi, e agli scritti sulla vita degli apostoli. Esistono tuttavia tre categorie precise utili per organizzare la variegata produzione apocrifa:

### Gli apocrifi di origine giudeo-cristiana
Gli apocrifi di origine giudeo-cristiana o del giudaismo cristiano sono testi prodotti tra le prime comunità cristiane che ponevano "l'osservanza della legge mosaica come elemento discriminante", erano credenti in Gesù e appartenenti alla chiesa madre di Gerusalemme. Questi testi cristiani "esprimono il loro pensiero servendosi delle categorie del tardo giudaismo". Tra essi si ricorda la Didaché, la Lettera di Clemente romano ai Corinzi, Il pastore di Erma. In genere in questa categoria alcuni autori comprendono anche alcuni testi indicati come vangeli, la cui conoscenza deriva dalle citazioni dei Padri della Chiesa: il vangelo degli Ebrei, il vangelo dei Nazarei e il vangelo degli Ebioniti.
Questi ultimi sono compresi tra gli apocrifi solo in quanto vangeli non canonici. In effetti sono più vicini ai canonici rispetto agli altri testi pervenutici e compresi nella categoria “vangelo”. Di essi ci rimangono le citazioni dei Padri della Chiesa: nessun manoscritto originale è mai pervenuto, e se esiste una certa tendenza tra gli studiosi a ricondurli verso un unico vangelo (anche sulla scia delle citazioni patristiche), detto appunto vangelo degli Ebrei (ritenuto verosimilmente dai Padri della Chiesa come il vangelo originario di Matteo privo almeno della parte iniziale, la genealogia di Gesù), oggi esistono anche due teorie differenti. La prima identifica nel vangelo degli Ebrei anche il cosiddetto vangelo dei Nazarei, e nel vangelo degli Ebioniti il cosiddetto vangelo dei Dodici. A supporto di questa ipotesi la probabilità che, sulla base dei riferimenti pervenutici, il vangelo degli Ebioniti sia stato composto con il contributo fondamentale dei tre vangeli sinottici (Matteo, Marco, Luca), e pertanto appare difficile il riferimento ad un unico vangelo aramaico per questi tre testi citati dai ‘'Padri'’. Una seconda ipotesi parla di tre entità distinte: vangelo degli Ebrei, vangelo dei Nazarei e vangelo degli Ebioniti. 
La datazione è discussa e difficile da valutare, anche se qualche studioso ha tentato di datarli alla prima metà del II secolo.

### Gli apocrifi gnostici
Lo gnosticismo si diffonde nel II e III secolo, e i testi di questo fenomeno di sincretismo religioso si presentano come “segreti”, in quanto provenienti da un insegnamento esoterico di Gesù o degli apostoli riservato ai soli iniziati. Tra questi scritti il Vangelo greco degli Egiziani, il Vangelo di Mattia, il vangelo di Maria Maddalena, l'Apocrifo di Giovanni, la Sophia di Gesù, il vangelo di Tommaso (copto), il vangelo di Pietro. In questi testi la dottrina gnostica "traspare da alcune accentuazioni estremizzanti". La maggior parte di tali vangeli nascono nel contesto di correnti teologiche giudicate successivamente eretiche dalla Chiesa cristiana, come quelle di stampo ermetico.

### Gli apocrifi di origine ecclesiastica
Già i Padri della Chiesa distinguevano tra apocrifi eretici e apocrifi di origine ecclesiastica, esclusi dal canone ma che potevano essere utilmente letti. Tra essi il Protovangelo di Giacomo e gli Atti di Paolo e Tecla.

## L'opposizione dei Padri della Chiesa
Contro la vasta circolazione degli scritti apocrifi la Chiesa delle origini fece valere la tradizione pubblica, "portata dalla successione episcopale nelle diverse Chiese", e si definì progressivamente un consenso sui libri cristiani ritenuti autentici e ispirati. Presto il termine "apocrifo" divenne quindi sinonimo di “falso”, anche se la prima lista ufficiale pervenutaci delle opere rigettate dalla Chiesa risale al VI secolo, in quello che è noto come Decretum Gelasianum
I pronunciamenti della Chiesa primitiva sono tuttavia molto più antichi, e ci sono pervenuti anche tramite la testimonianza dei Padri della Chiesa. Così, secondo Ireneo di Lione, gli gnostici "insinuano una massa indescrivibile di scritti apocrifi e spuri, forgiati da loro stessi"; Ireneo attacca la pretesa di Basilide di possedere discorsi apocrifi (lógous apokryphous) che l'apostolo Mattia avrebbe ricevuto dal Signore.
Tertulliano accoppia come equivalenti i concetti di apocrifo e falso.
Origene applica il termine di apocrifi a scritti giudaici non canonici, senza con ciò condannarli, e afferma che non tutto ciò che si trova negli apocrifi è da respingere. Sempre Origene (citato da Eusebio di Cesarea, St. eccl., 6,25) distingue gli scritti cristiani ammessi da tutti (homologoúmena), quelli unanimemente rifiutati (pseudé) e quelli discussi (amphiballómena); ma non parla in tale contesto di apocrifi, né lo fa Eusebio, che da lui riprende la tripartizione (St. eccl., 3,25).
Atanasio di Alessandria, stabilendo nella sua Lettera festale 39, del 367, il canone degli scritti biblici, pone all'indice gli apocrifi come invenzione di eretici, composti tardivamente e spacciati per antichi. 
Il consolidamento del canone in Occidente e in Oriente condusse alla definitiva svalutazione del termine "apocrifo" e alla sua associazione con "eretico", attestata intorno al 400 da Agostino e Girolamo.

### Esclusione e tentativi di riabilitazione

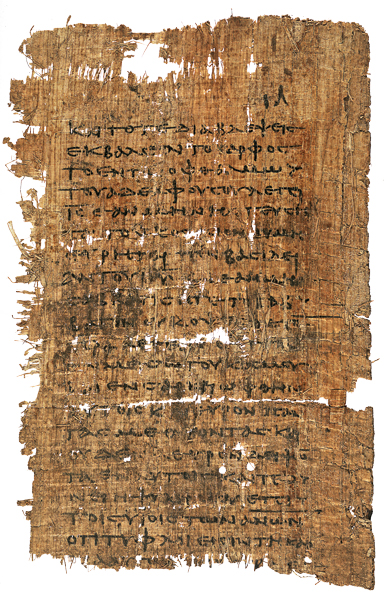
Un frammento di un papiro di Ossirinco contenente un brano del Vangelo apocrifo di Tommaso

Fu il binomio Scrittura-Tradizione, "sostenuto dalle Chiese che si richiamavano alla fondazione apostolica", ad operare una selezione all'interno di una vasta produzione che imitava i generi letterari del Nuovo Testamento con l'intento "di esplicitarne i messaggi e colmarne le lacune". In quest'ottica gli scritti apocrifi furono esclusi quasi immediatamente dal canone cristiano, tuttavia nel Medioevo e nell'antichità non tutti si rassegnarono all'idea che questi testi venissero messi in disparte. In essi, infatti, si scoprono dati storici che colmano alcune lacune dei vangeli canonici e trovano conferma varie tradizioni locali. Perciò alcuni autori (come il vescovo di Tessalonica Giovanni, morto nel 630) elaborano la teoria che gli apocrifi fossero stati composti da autori di sana dottrina, ma interpolati ad opera di eretici, provocando così il rifiuto della Chiesa primitiva.
È grazie a questa benevolenza che alcuni apocrifi hanno esercitato un influsso ampio sulla dottrina, l'iconografia e la prassi cristiana. L'esempio più chiaro in questo senso è il Protovangelo di Giacomo, risalente alla seconda metà del II secolo, da cui derivano i nomi di Gioacchino ed Anna per i genitori di Maria, è all'origine della festa liturgica per la nascita di Maria, ha promosso la dottrina della sua verginità perpetua, ed ha influito sulla rappresentazione tradizionale del presepe. Insomma, nonostante le condanne ecclesiastiche, alcuni tra gli scritti apocrifi servivano alla riflessione teologica su determinati temi, o alla devozione, e conservarono un durevole successo in ambito del tutto "ortodosso", diventando presto patrimonio comune della religiosità popolare. Così lo stesso Agostino, che si scagliò spesso contro gli apocrifi, utilizzò nelle sue omelie sul Natale motivi di origine apocrifa: non solo la verginità di Maria in partu (Cfr. Serm. 184,1; 186,1; ecc.), ma anche l'asino e il bue alla mangiatoia, con la citazione di Is 1,3, come nel vangelo dello Pseudo Matteo 14 (Cfr. Serm. 189,4; 204,2). Anche Girolamo, fierissimo avversario degli apocrifi, insiste sul motivo (Cfr. Epist. 108,10).
Tra gli apocrifi del Nuovo Testamento suscitano un certo interesse i vangeli apocrifi, alcuni scritti da autori cristiani in comunione con la Chiesa, altri scritti da comunità eretiche. I primi non contengono nulla in contrasto con i fatti esposti nel canone del Nuovo Testamento. Molti altri vangeli apocrifi furono scritti invece da persone cui mancava la competenza della materia trattata e che non potevano fornire prove sufficienti di dottrina, veridicità, indipendenza di giudizi. Queste deficienze furono rese evidenti quando questi stessi autori, per dare autorità alle loro produzioni, non esitarono di ricorrere al nome di qualche celebre scrittore o personaggio distinto nella Chiesa. Sovente alcuni apocrifi, provenienti da comunità bollate come eretiche dalla Chiesa primitiva, rispondevano all'esigenza di diffondere questa eresia.

## Datazione e storicità
I vangeli apocrifi sono quasi totalmente privi di autorità storica, e non servono quindi a farci conoscere meglio la figura di Gesù. Tutt'al più, data la composizione generalmente tarda (a partire dalla metà del II secolo) possono essere utili per ricostruire l'ambiente religioso dei secoli successivi a Gesù.
Esiste una varietà di posizioni sulla datazione dei vangeli apocrifi.
Generalmente gli studiosi ne riconducono l'origine al II secolo, ma ci sono controversie interessanti circa la datazione del Protovangelo di Giacomo, del Vangelo di Tommaso, e del Vangelo greco degli Egiziani. In riferimento a questi ultimi due è utile ricordare che, per quanto siano datati comunemente nel II secolo, vari studiosi concordano sulla possibilità che parte dei logia in essi contenuti appartengano ad una tradizione indipendente cui hanno probabilmente attinto gli stessi vangeli canonici.
Il Protovangelo di Giacomo e i Racconti dell'infanzia del Signore Gesù risalgono alla seconda metà del II secolo, nonostante una obiettiva difficoltà nella loro datazione. In particolare il Protovangelo è stato datato da alcuni studiosi alla metà del II secolo, da altri alla fine del I secolo, da altri ancora al IV o V secolo, e qualche studioso ha anche ipotizzato fosse alla base dei vangeli canonici di Matteo e Luca. Entrambi hanno avuto una rapida diffusione e sono stati in parte adattati alle Scritture per renderli più attrattivi. Questo processo è particolarmente evidente nel Protovangelo, mentre nei Racconti i riferimenti biblici sono scarsi e occasionali.

## Uso

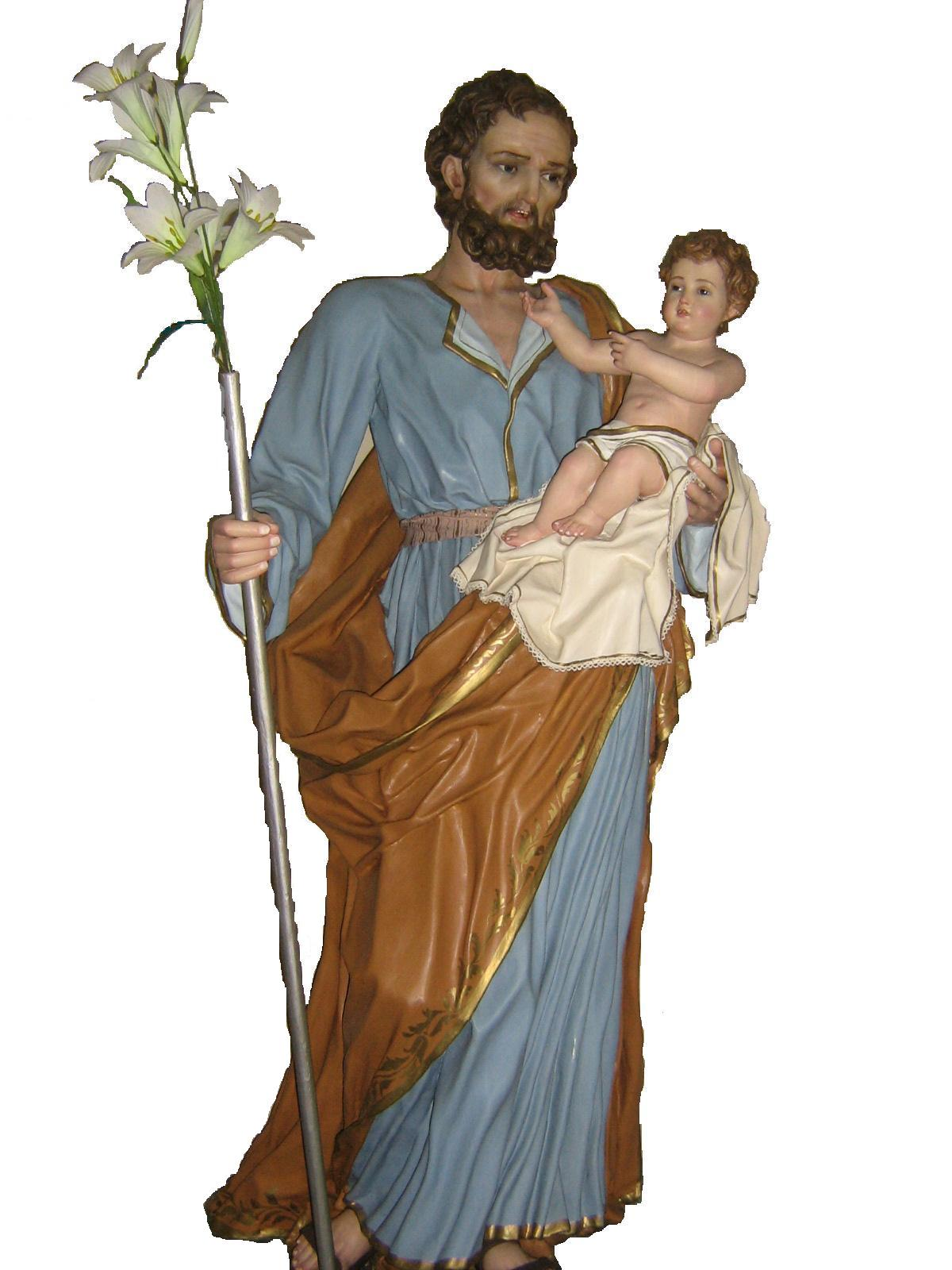
Simulacro di San Giuseppe del XVIII secolo venerato a Cocumola, il bastone fiorito è un elemento nella narrazione apocrifa del matrimonio di Maria e Giuseppe

L'uso e la diffusione dei vangeli apocrifi sono stati variegati:
- i vangeli apocrifi dell'infanzia, non canonici, hanno goduto di una certa fortuna almeno a livello artistico: ad esempio, la localizzazione della nascita di Gesù in una grotta deriva dal Protovangelo di Giacomo, mentre la presenza dell'asino e del bue accanto alla mangiatoia, associato tipicamente alle raffigurazioni natalizie antiche e moderne, deriva dal Vangelo dello pseudo-Matteo;
- i vangeli gnostici si svilupparono all'interno di un movimento religioso esoterico, lo gnosticismo, diffusosi intorno al II secolo d.C. nell'ambito del cristianesimo, di cui costituì la maggiore tendenza eterodossa[36].

Alcune narrazioni contenute negli apocrifi sono divenute un attributo ricorrente in molte raffigurazioni artistiche della vita di Gesù e delle persone a lui vicine, descritte nei vangeli; queste raffigurazioni sono spesso presenti in chiese e santuari, senza provocare discussioni dottrinali.

## Canonicità
I quattro criteri usati dalla Chiesa cristiana antica per considerare un testo canonico nell'ambito del Nuovo Testamento, e dunque di converso per stabilire quali rappresentavano Apocrifi del Nuovo Testamento, sono stati:
- La cosiddetta sacra tradizione, ovvero la predicazione apostolica, che è ritenuta essere espressa in modo speciale nei libri ispirati, doveva esser conservata con una successione ininterrotta fino alla fine dei tempi; (Dei Verbum II 8-10)
- Paternità apostolica: attribuibile all'insegnamento o alla diretta scrittura degli apostoli o dei loro più stretti compagni;
- Uso liturgico: testi letti pubblicamente nei riti liturgici delle prime comunità cristiane;
- Ortodossia: testi che rispettino le verità dogmatiche di fede (unità di Dio, poi manifestatosi in carne Gesù Cristo 1Tim 3:16). Questo criterio ha favorito l'esclusione delle opere ritenute eretiche, seppure pseudoepigrafe;

## Vangeli dell'infanzia
I vangeli dell'infanzia illustrano i dettagli relativi alla vita pre-ministeriale di Gesù, soprattutto la sua infanzia, altrimenti ignoti in quanto taciuti dai vangeli canonici. Presentano un carattere abbondantemente e gratuitamente miracolistico che sfocia spesso nel magico-fiabesco, in netto contrasto con la sobrietà dei 4 vangeli canonici. Sono caratterizzati inoltre da un'assente o imprecisa conoscenza degli usi e costumi giudaici o da altre imprecisioni di natura storica o geografica che inficiano il valore storico degli eventi narrati.
Nessuna di tali opere compare in qualche manoscritto biblico o in antichi elenchi dei testi canonici ritenuti ispirati.
| Vangeli apocrifi dell'infanzia                                                  | Vangeli apocrifi dell'infanzia                       | Vangeli apocrifi dell'infanzia | Vangeli apocrifi dell'infanzia                          | Vangeli apocrifi dell'infanzia | Vangeli apocrifi dell'infanzia |
| Titolo                                                                          | Attribuzione pseudoepigrafica                        | Lingua                         | Data                                                    | Contenuto | Note |
| ------------------------------------------------------------------------------- | ---------------------------------------------------- | ------------------------------ | ------------------------------------------------------- | --- | --- |
| Protovangelo di Giacomo o Vangelo dell'Infanzia di Giacomo o Vangelo di Giacomo | Giacomo apostolo e primo vescovo di Gerusalemme      | greco                          | metà del II secolo                                      | nascita miracolosa di Maria; sua infanzia al tempio di Gerusalemme; matrimonio miracoloso con Giuseppe; nascita di Gesù                                                                   | esalta la natura verginale di Maria; presenta influssi gnostici |
| Codice Arundel 404 (Liber de Infantia Salvatoris)                               | -                                                    | latino                         | XIV secolo                                              | Nascita miracolosa di Maria; sua infanzia al tempio di Gerusalemme; matrimonio miracoloso con Giuseppe; nascita di Gesù                                                                   | Variante tarda del Protovangelo di Giacomo |
| Vangelo dell'infanzia di Tommaso o Vangelo dello pseudo-Tommaso                 | Tommaso apostolo                                     | greco                          | metà del II secolo                                      | vari miracoli compiuti da Gesù tra i 5 e 12 anni | presenta accenni gnostici |
| Vangelo dello pseudo-Matteo o Vangelo dell'infanzia di Matteo                   | Matteo apostolo ed evangelista, tradotto da Girolamo | latino                         | VIII-IX secolo                                          | nascita miracolosa di Maria; sua infanzia al tempio di Gerusalemme; matrimonio miracoloso con Giuseppe; nascita di Gesù; fuga in Egitto; vari miracoli compiuti da Gesù tra i 5 e 12 anni | rielaborazione del materiale presente nel Protovangelo di Giacomo e nel Vangelo dell'infanzia di Tommaso con l'apporto originale relativo alla fuga in Egitto                                           |
| Vangelo arabo dell'infanzia                                                     | Caifa, sommo sacerdote                               | arabo e siriaco                | VIII-IX secolo (?)                                      | nascita di Gesù; fuga in Egitto; vari miracoli compiuti da Gesù tra i 5 e 12 anni | rielaborazione del materiale presente nel Protovangelo di Giacomo, nel Vangelo dello pseudo-Matteo e nel Vangelo dell'infanzia di Tommaso. Presenta elementi magici tipici delle fiabe popolari         |
| Vangelo armeno dell'infanzia                                                    | -                                                    | armeno                         | redazione definitiva XIX secolo su materiale precedente | nascita miracolosa di Maria; sua infanzia al tempio di Gerusalemme; matrimonio miracoloso con Giuseppe; nascita di Gesù; fuga in Egitto; vari miracoli compiuti da Gesù tra i 5 e 12 anni | rielaborazione del materiale presente nel Protovangelo di Giacomo, nel Vangelo dello pseudo-Matteo, nel Vangelo dell'infanzia di Tommaso e nel Vangelo arabo dell'infanzia. Presenta accenni monofisiti |
| Libro sulla natività di Maria                                                   | tradotto da Girolamo                                 | latino                         | VIII-IX                                                 | nascita miracolosa di Maria; sua infanzia al tempio di Gerusalemme; matrimonio miracoloso con Giuseppe; nascita di Gesù                                                                   | rielaborazione riassuntiva dei primi 11 cc. del Vangelo dello pseudo-Matteo |
| Storia di Giuseppe il falegname                                                 | -                                                    | pervenutoci in copto e arabo   | V-IX secolo (?)                                         | matrimonio di Giuseppe e Maria; nascita di Gesù; descrizione dettagliata della morte di Giuseppe                                                                                          | nella prima parte è una rielaborazione del materiale presente nel Protovangelo di Giacomo e nel Vangelo dell'infanzia di Tommaso, la parte relativa alla morte di Giuseppe è originale                  |
| Vita di Giovanni il Battista                                                    | Serapione di Thmuis                                  | pervenuto in greco             | fine del III secolo                                     | biografia ampliata di Giovanni Battista | nella prima parte vi è una ispirazione al Vangelo di Luca ed il Vangelo dell'Infanzia di Giacomo. |

## Vangeli della passione
| Vangeli apocrifi della passione       | Vangeli apocrifi della passione  | Vangeli apocrifi della passione                      | Vangeli apocrifi della passione | Vangeli apocrifi della passione | Vangeli apocrifi della passione                                                                                       |
| Titolo                                | Attribuzione pseudoepigrafa      | Lingua                                               | Data                            | Contenuto | Note |
| ------------------------------------- | -------------------------------- | ---------------------------------------------------- | ------------------------------- | --- | --- |
| Vangelo di Gamaliele                  | Gamaliele, stimato maestro ebreo | copto, forse rielaborante materiale greco precedente | IV secolo                       | Descrive gli eventi della domenica di Pasqua successivi alla risurrezione di Gesù ed esalta la figura di Ponzio Pilato e sua moglie Procla | Origina l'esaltazione cristiana di Pilato e sua moglie Procla, considerati santi dalle chiese greco-ortodossa e copta |
| Vangelo di Nicodemo                   | Nicodemo, discepolo di Gesù      | greco                                                | II secolo                       | Descrive la passione di Gesù, discolpando Pilato                                                                                           | |
| Vangelo di Pietro                     | Pietro, apostolo                 | greco                                                | metà del II secolo              | Descrive la passione di Gesù, discolpando Pilato                                                                                           | Già perduto, conosciuto in accenni patristici; un lungo frammento fu trovato nel 1887 ad Akhmim (Egitto)              |
| Dichiarazione di Giuseppe di Arimatea | Giuseppe di Arimatea, discepolo  | greco                                                | prima del XII secolo            | Descrive la passione di Gesù soffermandosi sui due 'ladroni' Dema e Gesta                                                                  | |

## Vangeli giudeo-cristiani
I 3 vangeli detti giudeo-cristiani, in uso tra i cristiani dei primi secoli rimasti legati alla tradizione religiosa giudaica, sono andati perduti. Ci è giunta traccia di essi solo attraverso testimonianze indirette e occasionali fornite da alcuni Padri della Chiesa. Verosimilmente si trattava di tre diciture diverse di un unico testo derivato dal Vangelo di Matteo.
| Vangeli giudeo-cristiani                   | Vangeli giudeo-cristiani   | Vangeli giudeo-cristiani | Vangeli giudeo-cristiani | Vangeli giudeo-cristiani                                                                                   | Vangeli giudeo-cristiani                                   |
| Titolo                                     | Autore                     | Lingua                   | Data                     | Contenuto                                                                                                  | Note                                                       |
| ------------------------------------------ | -------------------------- | ------------------------ | ------------------------ | --- | ---------------------------------------------------------- |
| Vangelo degli Ebioniti                     | Ebioniti                   | aramaico?                | II secolo                | forse era una forma variata del Vangelo di Matteo privata della parte iniziale (nascita verginale di Gesù) | perduto, noto solo da accenni di alcuni Padri della Chiesa |
| Vangelo dei Nazarei (o Nazareni o Nazorei) | Nazarei                    | aramaico?                | II secolo                | forse era una forma variata del Vangelo di Matteo privata della parte iniziale (nascita verginale di Gesù) | perduto, noto solo da accenni di alcuni Padri della Chiesa |
| Vangelo degli Ebrei                        | Giudeo-Cristiani in Egitto | aramaico?                | II secolo                | forse era una forma variata del Vangelo di Matteo privata della parte iniziale (nascita verginale di Gesù) | perduto, noto solo da accenni di alcuni Padri della Chiesa |

## Vangeli gnostici
Le diverse correnti gnostiche dei primi secoli del Cristianesimo (II-IV) hanno prodotto diversi testi relativi alla vita e al ministero di Gesù. Nel 1945 a Nag Hammadi sono stati ritrovati molti di questi testi.
I vangeli gnostici non fanno parte del canone biblico di alcuna delle maggiori confessioni cristiane. Anche la storicità delle informazioni in esse contenute è generalmente rigettata per due principali ragioni:
- l'epoca tarda: quasi la totalità di questi testi è stata composta verso la metà del II secolo, o in secoli successivi,[38] quando i testimoni diretti della vita e della predicazione di Gesù erano da tempo scomparsi. Al contrario la composizione dei vangeli canonici risale al I secolo, quando la testimonianza dei discepoli e degli evangelisti in particolare avrebbe potuto essere ancora viva.
- la natura 'segreta' (esoterica) di alcune rivelazioni.

Tuttavia un vangelo gnostico ha suscitato particolare interesse negli studiosi: il Vangelo di Tommaso, costituito da 114 detti attribuiti a Gesù. La struttura della raccolta sembra richiamare quella dell'ipotetica fonte utilizzata per la composizione dei vangeli sinottici. I membri del Jesus Seminar sostengono che il Vangelo di Tommaso potrebbe contenere più materiale originale del Vangelo secondo Giovanni.
| Vangeli gnostici                                                                                                   | Vangeli gnostici                              | Vangeli gnostici                                    | Vangeli gnostici                           | Vangeli gnostici | Vangeli gnostici |
| Titolo | Attribuzione                                  | Lingua                                              | Data                                       | Contenuto | Note |
| --- | --------------------------------------------- | --------------------------------------------------- | ------------------------------------------ | --- | --- |
| Apocrifo di Giovanni o Libro di Giovanni Evangelista o Libro segreto di Giovanni o Rivelazione segreta di Giovanni | Giovanni, apostolo ed evangelista             | copto                                               | II secolo entro il 185                     | Rivelazione segreta di Gesù risorto all'evangelista Giovanni, descrivente creazione, caduta, redenzione dell'umanità. Elementi gnostici: tripartizione degli uomini (terreni, psichici, spirituali); creazione del demiurgo; 7 eoni; dicotomia luce/oscurità; divinità intrappolata nell'uomo mortale | Gnostico. Citato da Ireneo, ritenuto perduto fino al ritrovamento di 3 distinte versioni tra i Codici di Nag Hammadi                           |
| Dialogo del Salvatore o Dialogo del Redentore                                                                      | -                                             | copto                                               | II secolo                                  | Dialogo tra il Salvatore (Gesù) e alcuni discepoli nel quale espone la cosmologia gnostica, con qualche accenno antifemminista | Gnostico. Ritenuto perduto fino al suo ritrovamento tra i Codici di Nag Hammadi                                                                |
| Libro segreto di Giacomo o Apocrifo di Giacomo                                                                     | Giacomo apostolo                              | copto                                               | II secolo                                  | Rivelazione segreta di Gesù risorto a Giacomo | Gnostico. Ritenuto perduto fino al suo ritrovamento tra i Codici di Nag Hammadi                                                                |
| Libro di Tommaso (il Contendente o l'Atleta)                                                                       | Giuda Tommaso, apostolo                       | copto                                               | prima metà del III secolo                  | Rivelazione segreta di Gesù risorto a Tommaso | Gnostico. Ritenuto perduto fino al suo ritrovamento tra i Codici di Nag Hammadi                                                                |
| Pistis Sophia o Libro del Salvatore                                                                                | 'noi' discepoli                               | copto                                               | seconda metà del III secolo (o II secolo?) | Rivelazione segreta di Gesù risorto ai discepoli e esaltazione del ruolo di Maria Maddalena, quale incarnazione di Sophia | Gnostico. Perduto per secoli, studiato dal 1795 grazie al manoscritto Askew, ritrovate varianti tra i Codici di Nag Hammadi                    |
| Vangelo di Apelle                                                                                                  | Apelle (II secolo), gnostico                  | -                                                   | metà II secolo                             | - | Citato da alcuni padri, verosimilmente da identificare con l'opera Parole di Apelle o Ragionamenti di Apelle dello gnostico Apelle (II secolo) |
| Vangelo di Bardesane                                                                                               | Bardesane (II-III secolo), gnostico siriaco   | -                                                   | -                                          | - | Perduto, citato da alcuni padri. Forse va identificato col canonico Vangelo di Giovanni (integrale o modificato) o col Diatesseron di Taziano  |
| Vangelo di Basilide                                                                                                | Basilide (II secolo), gnostico                | -                                                   | -                                          | - | Perduto, pervenuteci citazioni patristiche |
| Vangelo copto degli Egiziani o Santo libro del grande Spirito invisibile                                           | -                                             | copto                                               | III-IV secolo                              | Gesù incarnazione di Set per liberare le anime divine dalla prigionia della carne | Gnostico. Ritenuto perduto fino al suo ritrovamento tra i Codici di Nag Hammadi                                                                |
| Vangelo greco degli Egiziani                                                                                       | -                                             | greco                                               | Inizi del II secolo in Egitto              | Dialogo di Gesù risorto presso il sepolcro con la discepola Salome. Ascetismo sessuale gnostico-encratita | Gnostico. Perduto, pervenuteci citazioni patristiche                                                                                           |
| Vangelo di Eva | -                                             | -                                                   | II-III secolo (?)                          | Eva cerca di apprendere la conoscenza, dunque la salvezza, mangiando il frutto dell'albero della conoscenza del bene e del male. Esaltazione del coito interrotto e ingoiare sperma come atto religioso                                                                                               | Gnostico. Perduto, pervenuteci citazioni patristiche, forse coincide col Vangelo della Perfezione                                              |
| Vangelo secondo Filippo                                                                                            | Filippo, apostolo                             | copto, probabilmente da un prototesto greco perduto | metà-fine II secolo                        | Vari detti di Gesù, molti sui sacramenti. Cristo e Maria Maddalena consorti, ma in senso spirituale: sono incarnazioni rispettivamente degli eoni (=emanazioni di Dio) Cristo e Sophia, che hanno generato dall'eternità tutti gli angeli                                                             | Gnostico. Perduto, non menzionato da Padri della Chiesa, ritrovato tra i Codici di Nag Hammadi                                                 |
| Vangelo di Giuda                                                                                                   | Giuda Iscariota, apostolo traditore           | copto, forse da un prototesto greco perduto         | metà del II secolo, prima del 180          | Gesù stesso chiese a Giuda di tradirlo. Descrive la cosmologia gnostica | Gnostico. Perduto, pervenuteci citazioni patristiche, ritrovato a al-Minya (Egitto) nel 1978                                                   |
| Vangelo di Maria o Vangelo di Maria Maddalena                                                                      | -                                             | copto, da un prototesto greco perduto               | metà del II secolo                         | Esalta il ruolo della discepola Maria Maddalena. | Gnostico. Perduto, pervenuteci citazioni patristiche, ritrovati frammenti in greco e copto                                                     |
| Vangelo di Mattia o Tradizioni di Mattia                                                                           | Mattia, apostolo sostituto di Giuda Iscariota | greco                                               | metà del II secolo                         | Rivelazione segreta di Gesù a Mattia | Gnostico, usato da Basilide (II secolo). Perduto, pervenuteci citazioni patristiche                                                            |
| Vangelo della Perfezione                                                                                           | -                                             | -                                                   | -                                          | - | Gnostico. Perduto, pervenuteci citazioni patristiche, forse coincide col Vangelo di Eva                                                        |
| Vangelo dei Quattro Reami Celesti                                                                                  | -                                             | -                                                   | -                                          | - | Gnostico. Perduto, pervenuteci citazioni patristiche                                                                                           |
| Vangelo del Salvatore o Vangelo di Berlino                                                                         | -                                             | copto, da un prototesto greco perduto               | II-III secolo                              | Dialogo tra il Salvatore (Gesù) e i suoi discepoli | Gnostico. Conservato nel frammentario papiro Berolinensis 22220 databile al VI secolo, studiato dal 1999                                       |
| Sapienza di Gesù Cristo o Sofia di Gesù Cristo                                                                     | -                                             | copto                                               | II-III secolo                              | Dialogo tra Gesù risorto e alcuni suoi discepoli | Gnostico. Perduto, ritrovato tra i Codici di Nag Hammadi                                                                                       |
| Vangelo di Tommaso, o Vangelo di Didimo Thoma o Quinto Vangelo                                                     | Tommaso, apostolo                             | copto, forse da un prototesto greco perduto         | II secolo                                  | Raccolta di detti di Gesù, probabilmente simile ai Logia | Perduto, ritrovato tra i Codici di Nag Hammadi                                                                                                 |
| Vangelo della Verità                                                                                               | -                                             | copto, da un prototesto greco perduto               | metà del II secolo                         | Dissertazione su alcuni punti fondamentali dello gnosticismo | Gnostico. Perduto, pervenuteci citazioni patristiche (Ireneo lo attribuisce a Valentino), ritrovato tra i Codici di Nag Hammadi                |

## Altri vangeli apocrifi
| Altri vangeli apocrifi                                               | Altri vangeli apocrifi            | Altri vangeli apocrifi                                          | Altri vangeli apocrifi                 | Altri vangeli apocrifi | Altri vangeli apocrifi                                                                          |
| Titolo                                                               | Attribuzione pseudoepigrafa       | Lingua                                                          | Data                                   | Contenuto | Note                                                                                            |
| -------------------------------------------------------------------- | --------------------------------- | --------------------------------------------------------------- | -------------------------------------- | --- | ----------------------------------------------------------------------------------------------- |
| Interrogatio Johannis o Cena segreta o Libro di Giovanni evangelista | Giovanni, apostolo ed evangelista | latino                                                          | XII secolo o immediatamente precedente | Rivelazione segreta di Gesù a Giovanni durante l'ultima cena | Proveniente dall'eresia medievale bulgara dualista dei Bogomili, affini agli occidentali Catari |
| Vangelo di Barnaba                                                   | Barnaba, apostolo                 | spagnolo                                                        | XIV secolo                             | Descrive Gesù come un uomo (non Dio) precursore di Maometto | Origine islamica. Secondo studiosi islamici riprende un testo apostolico precedente             |
| Vangelo di Bartolomeo o Questioni di Bartolomeo                      | Bartolomeo, apostolo              | greco (con ampliamenti e varianti in latino, paleoslavo, copto) | III-V secolo (?)                       | 5 sezioni eterogenee: 1. Gesù risorto racconta a Bartolomeo la sua discesa agli inferi; 2. Maria racconta a Bartolomeo l'annunciazione; 3. Gesù mostra agli apostoli l'abisso (=gli inferi); 4. Gesù evoca Beliar (= il diavolo), esorta Bartolomeo a interrogare il diavolo su varie questioni; 5. Bartolomeo chiede a Gesù chiarimenti circa "il peccato contro lo Spirito Santo" | -                                                                                               |
| Vangelo di Taddeo                                                    | Giuda Taddeo, apostolo            | greco                                                           | II secolo                              | - | Perduto, ritrovato nel 1997 a Tel-al-Faron (Egitto)                                             |

## Frammenti di vangeli apocrifi
I ritrovamenti archeologici del XX secolo hanno portato alla luce alcuni frammenti di papiro o pergamena contenenti testi di natura evangelica non riconducibili ad alcun vangelo apocrifo o canonico. Data la brevità dei testi e la corruzione del supporto, la datazione è particolarmente difficile sia con metodi filologici che con i normali metodi di datazione archeologici (p.es. carbonio 14). Di seguito sono indicate le datazioni maggiormente condivise, ma a seconda degli studiosi subiscono notevoli variazioni.
Risulta inoltre attualmente impossibile determinare se si trattasse di raccolte di materiale poi confluito nei vangeli canonici (p.es. fonte Q), di brani di vangeli apocrifi noti ma andati perduti, o di brani di vangeli apocrifi del tutto sconosciuti.
| Frammenti papiracei                       | Frammenti papiracei | Frammenti papiracei                     | Frammenti papiracei                | Frammenti papiracei | Frammenti papiracei |
| Titolo                                    | Lingua              | Data                                    | Ritrovamento                       | Contenuto | Note |
| ----------------------------------------- | ------------------- | --------------------------------------- | ---------------------------------- | --- | --- |
| Papiro di Ossirinco 840                   | greco               | IV secolo                               | Ossirinco (Egitto) nel dic. 1905   | 45 linee recto/verso su pergamena. Riporta una diatriba tra il Salvatore e un fariseo capo sacerdote di nome Levi che lo accusa di presentarsi nel tempio senza le necessarie abluzioni rituali. Gesù risponde che lui e i suoi discepoli sono lavati dalle acque vive provenienti dal Padre | La scrittura microscopica e il ridotto formato fanno supporre che facesse parte di un minuscolo libretto portato al collo come amuleto                                              |
| Papiro di Ossirinco 1224                  | greco               | fine III - inizio IV secolo             | Ossirinco (Egitto)                 | 2 frammenti di papiro entrambi recto/verso, il secondo su 2 colonne, per un totale di 24 linee incomplete e parzialmente leggibili | Dal Vangelo di Pietro? |
| Papiro Egerton 2                          | greco               | 50-100                                  | Egitto 1934                        | 5 frammenti recto/verso contenenti 4 pericopi: 1. Una disputa tra Gesù e gli uomini della legge, che cercano invano di lapidarlo; 2. Una guarigione di un lebbroso; 3. Una disputa circa la legittimità del pagamento delle tasse; 4. Un miracolo (indefinito) di Gesù presso il Giordano    | Mostra paralleli con brani del Vangelo di Giovanni. |
| Papiro di Fayyum                          | greco               | III secolo                              | Fayyum (Egitto) 1886               | Breve frammento del dialogo tra Gesù e gli apostoli durante l'ultima cena | Redazione abbreviata di Mc14, 26-30 e Mt26, 30-34 |
| Papiro di Berlino                         | greco               | VI secolo                               | 1923                               | 2 frammenti del dialogo tra Gesù e Natanaele | Cf. Gv1, 49 |
| Papiro detto Vangelo della moglie di Gesù | lingua copta        | 741 (si pensa copia di uno del II sec.) | Germania, collezione privata, 1997 | 1 frammento recto/verso contenente 8 righe: tra le parole leggibili (quasi tutte sul recto) compare la frase " Gesù ha detto loro: 'mia moglie...' ", da cui il nome del frammento | L'esistenza del frammento è stata rivelata al Congresso Internazionale di Studi Copti a Roma il 18 settembre 2012; nel 2016 si è giunti alla conclusione che si tratta di un falso. |

## Vangeli apocrifi perduti o omonimi
| Vangeli apocrifi perduti o omonimi                    | Vangeli apocrifi perduti o omonimi               | Vangeli apocrifi perduti o omonimi | Vangeli apocrifi perduti o omonimi | Vangeli apocrifi perduti o omonimi | Vangeli apocrifi perduti o omonimi |
| Titolo                                                | Attribuzione                                     | Lingua                             | Data                               | Contenuto | Note |
| ----------------------------------------------------- | ------------------------------------------------ | ---------------------------------- | ---------------------------------- | --- | --- |
| Predicazione di Pietro o Annuncio (Kerygma) di Pietro | pseudoepigrafo di Pietro, apostolo               | greco                              | II secolo                          | Argomentazioni apologetiche del cristianesimo | Perduto, pervenuteci citazioni patristiche |
| Vangelo di Andrea                                     | pseudoepigrafo di Andrea, apostolo               | -                                  | -                                  | - | Citato da alcuni padri, forse coincide con l'apocrifo Atti di Andrea |
| Vangelo di Cerinto                                    | Cerinto (inizio II secolo), ebionita-gnostico    | -                                  | -                                  | - | Perduto, pervenute citazioni patristiche. Forse era una rielaborazione del Vangelo di Matteo o del Vangelo di Giovanni, o un rielaborato compendio composito di essi |
| Vangelo dei Dodici (apostoli)                         | -                                                | -                                  | II secolo                          | - | Perduto, pervenute citazioni patristiche, forse coincide col Vangelo degli Ebioniti |
| Vangelo di Mani                                       | Mani (III secolo), eretico                       | persiano                           | III secolo                         | - | Perduto, pervenuto un frammento e citazioni patristiche |
| Vangelo di Marcione                                   | Marcione (II secolo), eretico                    | -                                  | -                                  | - | Perduto, pervenute citazioni patristiche. Forse era una rielaborazione del Vangelo di Luca |
| Vangelo segreto di Marco                              | pseudoepigrafo di Marco evangelista, evangelista | greco                              | II secolo? (falso del XX secolo?)  | I due passi frammentari pervenutici descrivono la risurrezione di un giovane da parte di Gesù e un breve passo riguardante Salome, entrambi non presenti nel canonico Vangelo di Marco | Perduto. Citato in un manoscritto del XVIII secolo (ora misteriosamente perduto e perciò non più direttamente accessibile) che riporterebbe una lettera attribuita a Clemente di Alessandria (circa 150-215), ritrovato nel 1958 nel monastero di Mar Saba presso Gerusalemme e studiato dallo storico della Chiesa Morton Smith. Forse era un ampliamento gnostico del Vangelo di Marco, secondo altri si tratta di un falso storico |
| Vangelo dei Settanta (discepoli)                      | -                                                | -                                  | -                                  | - | Perduto, pervenuteci citazioni patristiche, forse coincide col Vangelo di Mani |

### Riferimenti
1. 1 2 3   Georges Gharib, Testi Mariani del primo millennio: Padri e altri autori greci, 1988, Città Nuova.
2. 1 2 3 4 5 6   P. G. Franceschini, Manuale di Patrologia, 1919, Real Casa Ulrico Hoepli.
3. ↑   S. Berger, Dizionario di Teologia, Milano, 1854.
4. 1 2 3 4 5 6   Manlio Sodi e Achille Maria Triacca, Dizionario di Omiletica, Elle Di Ci, 1998.
5. ↑  (FR) E. Junod, La littérature apocryphe chrétienne constitue-t-elle un objet d'études?, in Revue des Etudes Anciennes, n. 93, 1991,  pp. 397-414.
6. ↑  (FR) E. Junod, "Apocryphes du Nouveau Testament" : une appellation erronée et une collection artificielle, in Apocrypha, n. 3, 1992,  pp. 17-46.
7. ↑  (DE)  W. Schneemelcher, Neutestamentliche Apokryphen in deutscher Übersetzung (5. ed. della raccolta di E. Hennecke), 2 voll., Tübingen 1987-1989
8. ↑  (EN) W. Rordorf, Terra Incognita. Recent Research on Christian Apocryphal Literature, especially on some Acts of Apostles, in Lex Orandi, Lex Credendi. Gesammelte Aufsätze zum 60. Geburtstag, Freiburg/Schweiz, 1993,  pp. 432-448.
9. 1 2 3 4 5   Enrico Cattaneo, Patres ecclesiae. Un'introduzione alla teologia dei padri della Chiesa, Il pozzo di Giacobbe, 2007.
10. 1 2  Sever J. Voicu, pp. 7-13.
11. ↑   Claudio Gianotto, Verus Israel. Nuove prospettive sul giudeocristianesimo, a cura di Giovanni Filoramo, atti del Colloquio di Torino (4-5 novembre 1999), Paideia, 2001, ISBN 9788839406286.
12. 1 2  (EN) Paul Foster, The Apocryphal Gospels: A Very Short Introduction, Oxford University Press, 2009.
13. 1 2  James Keith Elliott, p. 3.
14. 1 2  (EN) Wilhelm Schneemelcher e R McL Wilson, New Testament Apocrypha: Gospels and Related Writings, Westminster John Knox Press, 1991,  p. 135.
15. ↑  Vangelo degli Ebrei
16. ↑  James Keith Elliott, p. 4.
17. ↑  James Keith Elliott, p. 5.
18. ↑  Hans-Josef Klauck, p. 37.
19. ↑  James Keith Elliott, pp. 5-6.
20. ↑   Corrado Augias e Mauro Pesce, Inchiesta su Gesù, Oscar Mondadori,  pp. 20 e 21, ISBN 978-88-04-57132-2.
21. ↑  Hans-Josef Klauck, p. 2.
22. ↑  Contro le eresie 1,20,1
23. ↑  Contro le eresie 7,20
24. ↑  De pudicitia, 10,12
25. ↑  Lettera a Giulio Africano, 9; Comm. a Mt 10,18; ecc.
26. ↑  Contro Fausto, 11,2
27. ↑  Apocryphorum deliramenta: Commentario a Isaia 17, su Is 64,4
28. ↑   Giovanni Magnani, Religione e religioni: il monoteismo, 2001, Pontificia università Gregoriana, p 148.
29. ↑  (FR) Pierre Vallin, La formation de la Bible chretiénne, cap.III, in Centre Sèvres, La Canon des Ecritures, Parigi, Cerf, 1990,  pp. 189-253.
30. 1 2 3  Sever J. Voicu.
31. ↑  Vedi tra gli altri James Keith Elliott, p. 16.
32. ↑  (EN) Gerd Theissen e Annette Merz, The Historical Jesus: A Comprehensive Guide, Minneapolis, 1998, ISBN 9780334026969.
33. ↑  (EN) Helmut Koester, The Nag Hammadi Library, E. J. Brill, 1996.
34. ↑  Vedi anche (EN) Gilles Quispel, The Gospel of Thomas and the New Testament, in Vigiliae Christinae, vol. 11, 1957.
35. ↑  Luigi Moraldi, p. 82.
36. ↑  Microsoft Encarta 2009, 1993-2008 Microsoft Corporation.
37. ↑  I Vangeli apocrifi nella pittura, "Minuti Menarini", n. 296, settembre 2000.
38. ↑  Gnosticismo, Microsoft Encarta 2009, 1993-2008 Microsoft Corporation.
39. 1 2  Bibbia, Microsoft Encarta 2009, 1993-2008 Microsoft Corporation.
40. ↑   Mc14, 26-30, su La Parola - La Sacra Bibbia in italiano in Internet.
41. ↑   Mt26, 30-34, su La Parola - La Sacra Bibbia in italiano in Internet.
42. ↑   Gv1, 49, su La Parola - La Sacra Bibbia in italiano in Internet.
43. ↑   datazione al C14, su bostonglobe.com. URL consultato il 5 maggio 2019 (archiviato dall'url originale il 7 gennaio 2019).